# Детки в порядке (фильм)
«Де́тки в поря́дке» (англ. The Kids Are All Right — в честь песни «The Kids Are Alright» группы The Who) — американский трагикомедийный кинофильм 2010 года, снятый режиссёром Лизой Холоденко. Удостоен четырёх номинаций на премию «Оскар», в том числе как лучший фильм года. Главные роли исполняют Джулианна Мур, Аннетт Бенинг и Марк Руффало.

## Сюжет
Ник (Аннетт Бенинг) и Джулс (Джулианна Мур) — семейная пара, проживающая в одном из пригородов Южной Калифорнии. У них двое детей — восемнадцатилетняя Джони (Миа Васиковска) и пятнадцатилетний Лазер (Джош Хатчерсон). И Джони и Лазер были зачаты с использованием донорской спермы. Ник родила Джони, а Джулс — Лазера. Джони собирается уехать в колледж, и Лазер просит её через банк спермы разузнать, кто был их отцом. Ей удаётся выяснить, что это некий Пол (Марк Руффало). Втайне от мам они встречаются с Полом. Пол держит ресторан и небольшую ферму по выращиванию овощей. Он не сторонник серьёзных отношений и довольно легко относится к жизни.
Ник и Джулс скоро становится известно про Пола. Они приглашают его на обед познакомиться поближе. Пол предлагает Джулс работу — заняться в качестве ландшафтного дизайнера участком его земли. Если Ник работает врачом, то Джулс никогда не могла найти постоянного занятия. Она пыталась вести различные виды бизнеса, но не слишком успешно. Теперь она хочет заниматься ландшафтным дизайном, и предложение Пола оказывается очень кстати.
Простой подход к жизни Пола производит впечатление на Джулс. Строгость Ник и её желание всё контролировать часто были причиной ссор, и теперь Джулс нашла отдушину. Она заводит роман с Полом. Дети тоже продолжают общаться с отцом, и Ник, которой претит образ жизни Пола, остаётся в стороне.
Ник узнаёт правду и ссорится с Джулс. Пол же по-настоящему влюбился в Джулс и предлагает ей быть вместе. Дети поражены случившимся, обвиняют как матерей, так и Пола. Отношения в семье окончательно портятся. Джулс понимает, какую совершила ошибку, и искренне просит простить её.

## В ролях
| В ролях        |  | Персонаж |
| -------------- |  | -------- |
| Джулианна Мур  |  | Джулс    |
| Аннетт Бенинг  |  | Ник      |
| Марк Руффало   |  | Пол      |
| Миа Васиковска |  | Джони    |
| Джош Хатчерсон |  | Лазер    |
| Яя Дакоста     |  | Таня     |
| Кунал Шарма    |  | Джей     |
| Эдди Хасселл   |  | Клэй     |
| Заша Мэмет     |  | Саша     |

## Критика
Кинокартина была высоко оценена критиками. На Rotten Tomatoes у фильма 95 % положительных рецензий из 200. На Metacritic — 86 баллов из 100 на основе 39 обзоров. Роджер Эберт оценил фильм в 3,5 звезды из 4.

## Награды
Фильм получил следующие награды:
| Награды                      | Награды | Награды                                            | Награды                                                                    | Награды                                   |
| ---------------------------- | ------- | -------------------------------------------------- | -------------------------------------------------------------------------- | ----------------------------------------- |
| Фестиваль / Премия           | Год     | Награда                                            | Категория                                                                  | Победитель                                |
| Золотой глобус               | 2011    | «Золотой глобус»                                   | Лучший фильм (комедия или мюзикл) Лучшая женская роль (комедия или мюзикл) | Детки в порядке Аннетт Бенинг             |
| Берлинский кинофестиваль     | 2010    | «Тедди»                                            | Лучший художественный фильм                                                | Лиза Холоденко                            |
| AFI Award                    | 2010    |                                                    | Одна из лучших картин года                                                 | Детки в порядке                           |
| New York Film Critics Circle | 2010    |                                                    | Лучшая актриса Лучший актёр второго плана Лучший сценарий                  | Аннетт Бенинг Марк Руффало Лиза Холоденко |
| New York Film Critics Online | 2010    |                                                    | Лучший актёрский ансамбль                                                  | Детки в порядке                           |
| PFLAG Award                  | 2010    |                                                    | National Outstanding Motion Picture                                        | Детки в порядке                           |
| Mill Valley Film Festival    | 2010    | MVFF Award                                         |                                                                            | Аннетт Бенинг                             |
| Hollywood Film Festival      | 2010    | Hollywood Award for Actress of the Year            |                                                                            | Аннетт Бенинг                             |
| HollywoodLife                | 2010    | HollywoodLife Breakthrough Award for Actor in Film |                                                                            | Джош Хатчерсон                            |

Кроме того, фильм получил следующие номинации:
- 4 номинации на премию «Оскар»: лучший фильм (Гэри Гилберт, Джеффри Леви-Хинт, Селин Рэтрей), лучший оригинальный сценарий (Лиза Холоденко, Стюарт Блумберг), лучшая женская роль (Аннетт Бенинг), лучшая мужская роль второго плана (Марк Руффало)
- 4 номинации на премию BAFTA: лучший оригинальный сценарий (Лиза Холоденко, Стюарт Блумберг), лучшая актриса (Аннетт Бенинг и Джулианна Мур), лучший актёр второго плана (Марк Руффало)
- 2 номинации на премию «Золотой глобус»: лучший сценарий (Лиза Холоденко, Стюарт Блумберг), лучшая женская роль — комедия / мюзикл (Джулианна Мур)
- 5 номинаций на премию «Независимый дух»: лучший фильм, лучший режиссёр (Лиза Холоденко), лучший сценарий (Лиза Холоденко, Стюарт Блумберг), лучшая женская роль (Аннетт Бенинг), лучшая мужская роль второго плана (Марк Руффало)
- 3 номинации на премию Гильдии киноактёров США: лучшая женская роль (Аннетт Бенинг), лучшая мужская роль второго плана (Марк Руффало), лучший актёрский состав